# 达里巴
达里巴（Dariba），是印度拉贾斯坦邦Rajsamand县的一个城镇。总人口2832（2001年）。

## 人口
该地2001年总人口2832人，其中男性1509人，女性1323人；0—6岁人口227人，其中男125人，女102人；识字率84.39%，其中男性为89.20%，女性为78.91%。